# D-Men
D-Men was een Nederlandse rapformatie, die in 1997 werd opgericht onder de naam D-Men Squad. D-Men staat voor de plaats waar de originele D-Men-leden vandaan kwamen, het bij Amsterdam gelegen Diemen. Tijdens de hoogtijdagen bestond de groep uit: Lange Frans (rapper), Negativ (rapper), Baas B (rapper/zanger), DJ MBA (DJ), Brutus (rapper), Yes-R (rapper), Brace (zanger), Soesi B (rapper) en C-Ronic (rapper). De groep kreeg nationale bekendheid door haar mixtapes, genaamd De Straatremixes.

## Geschiedenis
D-Men werd in 1997 opgericht. De groep bestond toen nog uit drie leden: Lange Frans, Baas B en Brutus. D-Men trad aanvankelijk vooral op kleine feesten op. Na deze periode werd de groepsnaam veranderd in D-Men Entertainment en werd de groep uitgebreid met Negativ, DJ MBA, Brace, Yes-R, Soesi B en C-Ronic. D-Men trad regelmatig op in Amsterdam. Ze lanceerden hun mixtape De Straatremixes. In totaal verschenen er drie Straatremixes-mixtapes. Deel 1 kwam uit in 2003, deel 2 en 3 in 2004. Op De Straatremixes staan voornamelijk parodieën op Engelstalige urbanliedjes.
Als vervolg op De Straatremixes zou er een echt studioalbum volgen, getiteld Rollen met D-Men, maar die kwam er niet. Zanger Brace verliet de groep en trad verder op met de rapper Ali B. Hij bracht onder meer de single Vraag jezelf eens af uit. Vanwege een conflict over het getekende contract vertrok Yes-R uit de formatie en tekende hij bij het label van zijn neef Ali B. Soesi B (een jeugdvriend van Yes-R) volgde hem. Niet lang daarna gaf Negativ ook aan niet meer door één deur te kunnen met de leden. Aldus vertrok iedereen behalve Lange Frans, Baas B en Brutus. Yes-R maakte op zijn album Zakenman nog wel een nummer met Lange Frans en Baas B. De track heette: Je krijgt het van ons.

## Yes-R
In 2005 stapte Yes-R over naar het label van zijn neef Ali B. (SPEC Entertainment). Toen Yes-R met zijn tweede album Zakenman kwam, wilde hij wel doorgaan met D-men en hij maakte daarom samen met Lange Frans de volgende drie nummers: Gek, Je krijgt het van ons en Zonnebril. Ze wilden daarom ook een vierde Straatremix maken, maar tot op heden is die, net als het geplande album Rollen met D-men, niet uitgekomen.

## Discografie

### Mixtapes
- 2003 - D-Men - De Straatremixes (Mixtape)
- 2004 - D-Men - De Straatremixes Deel 2 (Mixtape)
- 2004 - D-Men - De Straatremixes Deel 3 (Mixtape)

### Singles
| Single met eventuele hitnotering(en) in de Nederlandse Top 40 | Datum van verschijnen | Datum van binnenkomst | Hoogste positie | Aantal weken | Opmerkingen           |
| ------------------------------------------------------------- | --------------------- | --------------------- | --------------- | ------------ | --------------------- |
| Mijn Feestje                                                  |                       | 08-01-2005            | 28              | 6            | Brutus & Negativ      |
| Stel je voor                                                  |                       | 09-04-2005            | 37              | 3            | Yes-R en Baas B       |
| Moppie                                                        |                       | 2005                  | 3               | 14           | Lange Frans en Baas B |
| Rollen Met Ons                                                |                       | 2005                  | -               | -            | Yes-R                 |